# Братья Адваховы
Братья Адваховы (рум. Fraţii Advahov) — молдавский дуэт, исполняющий песни в фолк-стиле. Начал свою деятельность в 2005 году. Состоит из братьев Василия и Виталия Адваховых. Вместе с «Zdob și Zdub» представили Молдову на Евровидении-2022 с песней «Trenulețul».

## История
Братья родились в городе Кагул, Виталий появился на свет 18 января 1978 года, а Василий 26 апреля 1979 года. Их родители, Василий и Агафья Адваховы, были учителями в Кагульском Педагогическом Училище. Во время учёбы в средней школе имени Чиприана Порумбеску, Виталий и Василий были частью оркестровой группы Mugurașii.

## Карьера
Проект The Advahov Brothers Orchestra был основан в 2005 году и планировался как небольшая группа, но с временем их популярность увеличилась и туда присоединились разные молдавские и румынские музыканты, создавшие оркестр.
29 января 2022 года их совместная песня с группой Zdob și Zdub «Trenulețul» была выбрана в национальном отборе Молдовы на Евровидение-2022, в следствии чего представила Молдову на конкурсе.
14 мая того же года Молдова вышла на 7 место. Молдова дала 12 баллов Украине.

## Награды
- Орден Почёта (20 мая 2022 года) — за артистический талант, оригинальность и плодотворную творческую деятельность, за выступление на Международном песенном конкурсе «Eurovision-2022», принёсшее нашей стране седьмое место в финале, и за значительный вклад в продвижение имиджа Республики Молдова за рубежом[4]